# Synavea compaginata
Synavea compaginata är en insektsart som först beskrevs av Van Stalle 1986.  Synavea compaginata ingår i släktet Synavea och familjen Derbidae. Inga underarter finns listade i Catalogue of Life.